# サハリン州郷土博物館

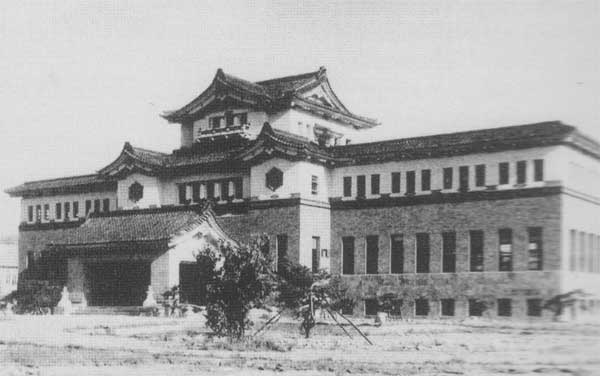
樺太庁博物館、1937年

サハリン州郷土博物館（さはりんしゅうきょうどはくぶつかん、ロシア語: Сахали́нский государственный областно́й краеве́дческий музе́й）は、ロシア連邦サハリン州ユジノサハリンスク市にある博物館である。博物館の建物は、1937年に当時同地を統治していた日本が(旧)樺太豊原市東8条南6丁目に創立した樺太庁博物館の建物である。樺太庁博物館の所蔵資料の他に、1896年にアレクサンドロフスク・サハリンスキーで創立した旧博物館の所蔵資料を引き継いでいる。
設計者は神奈川県出身で、横浜市の加賀町警察署旧庁舎などの建築で知られる貝塚良雄。

## 沿革

### 前史
- 1896年12月6日 - 旧北サハリン州 州都アレクサンドロフスク・サハリンスキーにて前身施設の一つとされる「北サハリン州郷土博物館」を建設・開館

### 本史
- 1937年8月1日 - 大日本帝国樺太庁により、（のちに現「サハリン州郷土博物館」建物となる）「樺太庁博物館」が建設・開館される。
- 1945年2月28日 - 陸軍第88師団（師団長峯木十一郎中将）が編成され、本部が樺太庁博物館に置かれる。
- 1945年8月24日 -  樺太庁博物館、ソ連軍により接収される。
- 1946年11月 - 旧樺太庁博物館にソ連国有博物館の分館設置。
- 1953年 - 北サハリン州と（占領・実効支配・国際法上未承認領有を強行した）南樺太の統合（サハリン州）および州都機能のユジノサハリンスク市移転に伴い、アレクサンドロフスク・サハリンスキー市の「北サハリン州郷土博物館」閉館・本施設への統合移転。

## 特徴
樺太庁博物館では樺太の動植物、鉱物、民俗、考古学などの資料が展示されていた。現在のサハリン州郷土博物館も日本時代の展示方法を踏襲している。

## 現状
日本時代の建築物では保存状態は最良といえる状況である。正面玄関には狛犬があるが護国神社から移設したものである。
敷香郡散江村遠内に存在した北緯50度線の国境標石「天第一號」と敷香郡敷香町半田沢にあった国境標石「天第三號」が保存されている。ソ連時代は日本時代を知る資料は一切展示されていなかったが、ソビエト連邦の崩壊後は日本時代の資料についても歴史の一部として博物館で公開されている。

## 関連文献
- 舟山廣治（編著）、2013、『樺太庁博物館の歴史』、北海道北方博物館交流協会